# 박요섭
박요섭(朴堯燮, 1897년 1월 16일~1919년 3월 4일)은 3·1 운동 때 평안남도 강서군의 만세 시위 군중에게 발포했다가 시위대에게 살해된 일제강점기의 친일 헌병보조원으로, 원적지는 조선 시대 평안도 강서군 쌍룡면이다. 본관은 밀양이다.

## 생애
1917년 4월 1일 헌병보조원이 되면서 평양헌병대 평양헌병분대에 편입되었다. 1919년 3월 4일에 평안남도 사천시장 부근의 사천헌병소에서 헌병보조원으로 근무 중이었다
박요섭은 당시 23세로, 사망한 헌병 가운데 최연소자였다. 사망한 그 해 9월 11일 일본 정부로부터 욱일장 훈8등 백색동엽장의 서훈이 추서되었다.
2006년 친일반민족행위진상규명위원회에서 발표한 친일반민족행위 106인 명단에 포함되었다. 2008년 발표된 민족문제연구소의 친일인명사전 수록예정자 명단에도 들어 있다.

## 경력
1917년 5월 18일을 기하여 헌병보조원 7등급으로 승급했고, 같은해(1917년) 11월 2일을 기하여 6등급으로, 1918년 5월 26일을 기하여 5등급으로 승급했다.
평양헌병분대 사천주재소에 근무하던 1919년 3월 4일,평안남도 강서군 사천시장 일대에서 일어난 독립만세시위를 탄압하기 위해 주재소장 사토 지쓰고로(일본어: 佐藤實五郞) 상등병의 지휘 아래 출동하여 시위 군중에게 발포함으로써 13명을 사살하고 40여 명에게 중경상을 입혔다. 이 과정에서 분노한 시위대의 공격을 받아 사망했다.

## 같이 보기
- 3·1 운동 : 평남 강서군 사천장터 시위
- 김성규
- 강병일

## 참고자료
- 친일반민족행위진상규명위원회 (2006년 12월). 〈박요섭〉 (PDF). 《2006년도 조사보고서 II - 친일반민족행위결정이유서》. 서울. 556~559쪽쪽. 발간등록번호 11-1560010-0000002-10. 2007년 10월 8일에 원본 문서 (PDF)에서 보존된 문서. 2007년 6월 18일에 확인함.

- 친일인명사전편찬위원회 (2009). 《친일인명사전》. 73쪽.